# Monile kimboza
Monile kimboza is een vlinder uit de familie van de Lycaenidae. De wetenschappelijke naam van de soort is voor het eerst gepubliceerd in 1990 door Jan Kielland.
De soort komt voor in Kenia (kust) en Tanzania (Morogoro).